# 帰山教正
帰山 教正（かえりやま のりまさ、1893年3月1日 - 1964年11月6日）は、日本の映画理論家、映画監督、脚本家である。
日本映画界に革新をもたらした人物であり、日本最初の映画評論誌『キネマ・レコード』を創刊した後、舞台の模写的作品に過ぎない旧来の日本映画の革新を目指して、純映画劇運動を提唱。理論書『活動写真劇の創作と撮影法』を発表して、女優の起用、活動弁士の廃止、映画技法の使用などを主張。映画藝術協會を設立して自ら映画製作を行ってその理論を実践した。

## 来歴・人物
1893年（明治26年）3月1日、東京市麹町区麹町四番町（現在の東京都千代田区麹町）に、父・信順と母・トキの長男として生まれる。父の信順は東京府立第一中学校の化学教師だった。
東京高等師範学校附属小学校、同附属中学校（現・筑波大学附属中学校・高等学校）を経て、東京高等工業学校（現・東京工業大学）機械科に入学。在学中から錦輝館に足繁く通い、映画に耽溺する。吉沢商店が出資した映画雑誌『活動写真界』に、夏渓山人の筆名で映画批評や紹介を執筆するようになり、1913年（大正2年）には同人誌『フィルム・レコード』（同年末に『キネマ・レコード』に改称）を刊行した。
1917年（大正6年）5月、天然色活動写真（天活）の東京本社輸入部（東京市日本橋区、現中央区日本橋）へ入社、外国部員兼映写技師として働く。
同年、映画理論書『活動写真劇の創作と撮影法』（正光社）を刊行、同書で舞台脚本からシナリオへの切り替え、女優の採用、リアリズムの追求、撮影技法の改革、字幕を使用することなどを掲げ、純映画劇運動を提唱。帰山は天活の上層部を説得して映画製作を行い、それらの理論を基に第1作『生の輝き』及び第2作『深山の乙女』を製作、翌1919年（大正8年）9月13日に同日公開された。俳優陣には新劇団「踏路社」の村田実、青山杉作、近藤伊与吉と芸術座の花柳はるみを使い、特に主演の花柳は日本の映画女優第一号となった。
1920年（大正9年）7月公開の『白菊物語』から映画藝術協會を名乗り、日本初の芸術映画プロダクションとして十指に近い製作活動を行う。これに刺激され、松竹キネマ、大正活映などが、「新しい映画製作」を標榜して続々と世に出てくることとなった。その『白菊物語』は、イタリアのロンチ商会の依頼により同国への輸出を目的として製作され、吾妻光（後の大仏次郎夫人）を起用。1921年（大正10年）、松竹蒲田撮影所に招かれて『愛の骸』を監督するが、7月7日に大阪で公開されたものの、東京では上映禁止となった。また、次に製作した『不滅の呪』は未完に終わった。
その後も、1922年（大正11年）に桑野桃華プロダクションで『噫!祖国』を撮り、1923年（大正12年）には当時の配給提携先であった帝国キネマで『父よ何処へ』を製作する。一方、映画芸術協会では興行的不振が続き、折から関東大震災も発生したため、1924年（大正13年）公開の『自然は裁く』を最後に製作活動を停止した。1926年（大正15年）、『少年鼓手』が最後の監督作品となり、その後作品を発表する機会は失われた。残した作品はすべてサイレント映画だった。
映画理論家としての活動はその後も継続し、映画雑誌『国際映画新聞』（1927年 - 1940年）に執筆参加している（同誌20号「不燃性フィルム問題」など）。1918年（昭和3年）
と『寂しき人々』を撮ったが、には『映画の性的魅惑』（文久社書房）を上梓、映画が表現するエロティシズムにフォーカスした学術的研究で、先駆的な書物である。戦後も、映画の技術的側面に特化した執筆を続けた。
1964年（昭和39年）11月6日、死去。享年71。同年12月1日、映画産業団体連合会の映画の日特別功労章を受章、また同年度の毎日映画コンクール特別賞を「日本映画草創期における先駆的な映画啓蒙運動の功労」のために受賞した。

## フィルモグラフィ
- 日本芸妓の踊り（1919年）監督

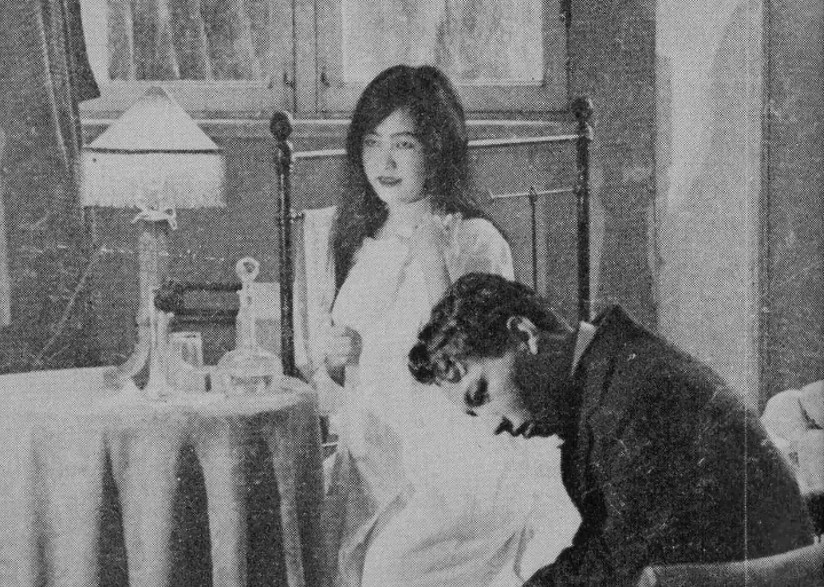
『生の輝き』（1919年）

- 生の輝き（1919年）監督・原作（水沢武彦名義）・脚本・撮影・出演
- 深山の乙女（1919年）監督・原作（水沢武彦名義）・脚本
- 幻影の女（1920年）監督・原作・脚本（水沢武彦名義）
- 白菊物語（1920年）監督・原作・脚本
- 湖畔の小鳥（1920年）原作・脚本・出演
- さらば青春（1920年）監督・原作（水沢武彦名義）・撮影
- 悲劇になる迄（1921年）監督・脚本
- 愛の骸（1921年）監督
- 濁流（1921年）監督・脚本
- 不滅の呪（1921年）監督・脚本・原作（水谷武彦名義）
- 皇国の輝（1921年）監督・脚本
- 神代の冒険（1921年）監督・脚本
- 噫!祖国（1922年）監督・原作・脚本
- お信ちゃんの恋（1923年（1921年製作））監督・脚本
- 別れ行く女（運命の船）（1923年）原作・脚本
- 父よ何処へ（1923年）監督
- 愛の曲（1924年）監督・脚本
- 寂しき人々（1924年）監督
- 自然は裁く（1924年）監督・脚本
- 少年鼓手（1926年）監督・脚本

## ビブリオグラフィ
- 『活動写真劇の創作と撮影法』、正光社、1917年7月25日

「日本映画論言説大系 第3期」として2006年復刻、ゆまに書房 ISBN 4843309664
- 『映画の性的魅惑』、文久社書房、1928年

「最尖端民衆娯楽映画文献資料集9」として2006年復刻、ゆまに書房 ISBN 4843320986
- 『シネハンドブック』、日本アマチュア・シネマ・リーグ出版部、1930年
- 小型映画講座1『活動写真撮影術』、原田三夫共著、日本教材映画、1931年
- アサヒカメラ叢書8『トリック写真の作り方』、大久保好六共著、東京朝日新聞社、1934年
- 『映写技術全書』、朝明書房、1957年